# 寒带

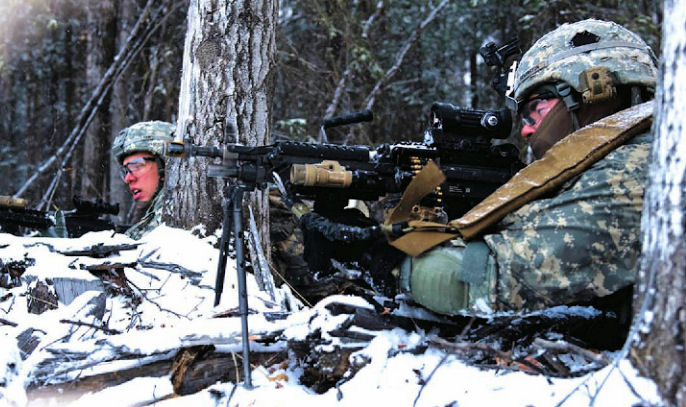
寒帶作戰中的士兵

寒带分為南寒带，北寒带。南寒带是南极圈（南緯66.5度）以内的區域，北寒带是北极圈（北緯66.5度）以内區域。

## 南寒带
在南寒带，南极洲大陆完全被冰覆盖，四周受到極地東風带的强劲吹拂。南寒带气候异常恶劣，保持着地球上的最低温记录和最强风记录。在南极洲植物稀少，仅有苔藓、藻类、地衣和几种显花植物，而且大都生长在南极圈以外的南极半岛。主要集中在南大洋。

## 北寒带
北寒带主要地区是北冰洋，大片的海洋被冰层覆盖，陆地有很多都是冻土，属于冻土带。分布有苔原植物的称为苔原带。即使是夏季北寒带也比较冷。北寒带的植物分布比南寒带略多，有地衣3000多种，苔藓500多种，开花植物有900种。梅勒於是極圈內降水最多的地方，年降水量達2069毫米。

## 天文
寒带的显著特点是纬度高，由於地球是球體，所以南北極日照角度低。在两极地区还会见到极光，而这些地区的臭氧层有空洞，紫外线辐射严重。